# Hexatoma (Eriocera) lamonganensis
Hexatoma (Eriocera) lamonganensis is een tweevleugelige uit de familie steltmuggen (Limoniidae). De soort komt voor in het Oriëntaals gebied.